# Body cam

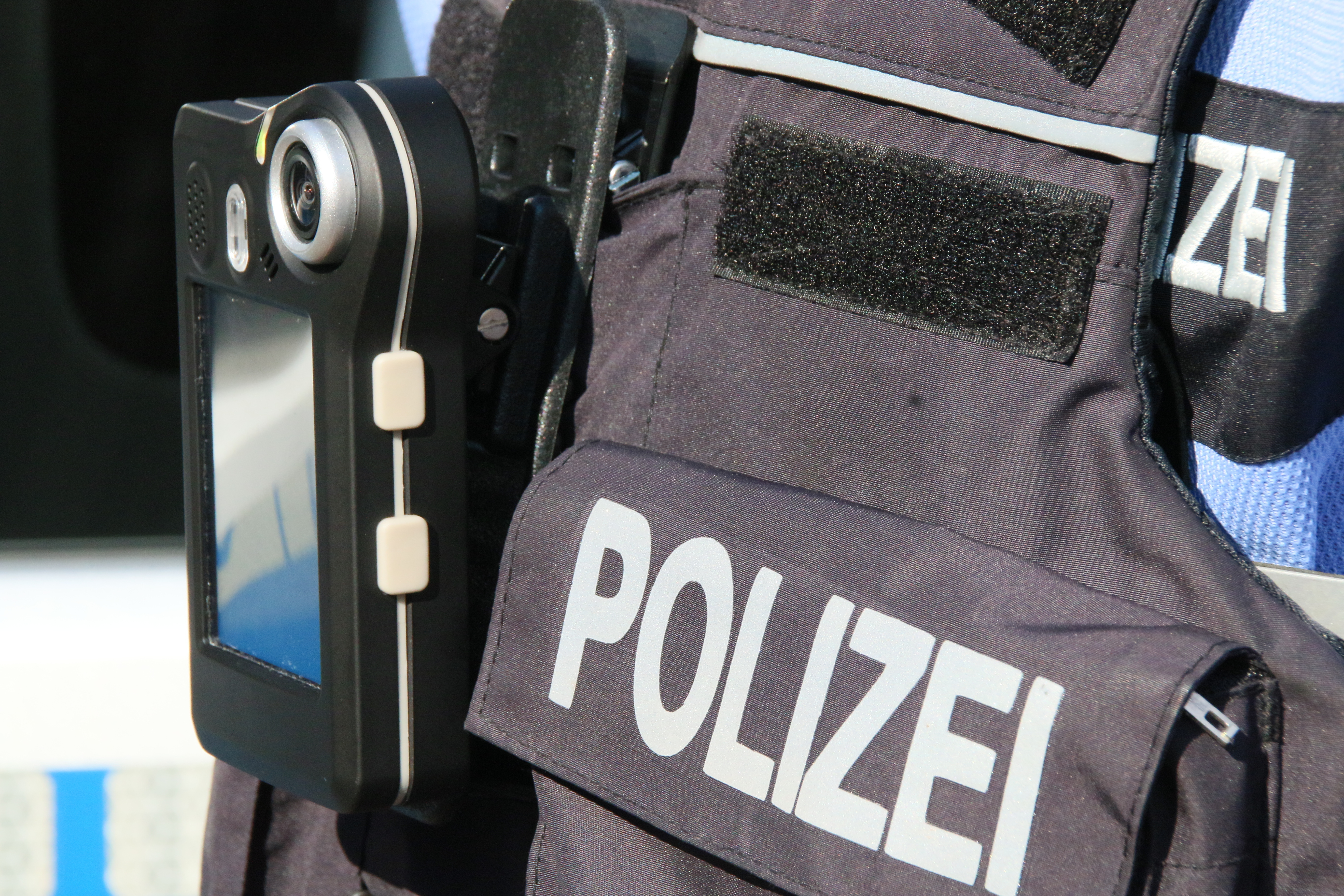
Body cam usata da un poliziotto tedesco

Il Bodycam o body camera è un dispositivo di registrazione audio, video o fotografico indossabile.
Ha una gamma di usi e design, di cui l'uso più noto è come parte dell'attrezzatura di polizia. Altri usi includono uso sportivo per scopi sociali e ricreativi, nel commercio, nell'assistenza sanitaria, nell'uso militare, nel giornalismo, nella sorveglianza dei cittadini e nella sorveglianza segreta.

## Applicazioni

### Forze dell'ordine
In questo campo serve per raccogliere elementi documentali sullo svolgersi delle operazioni di polizia.

### Esercito

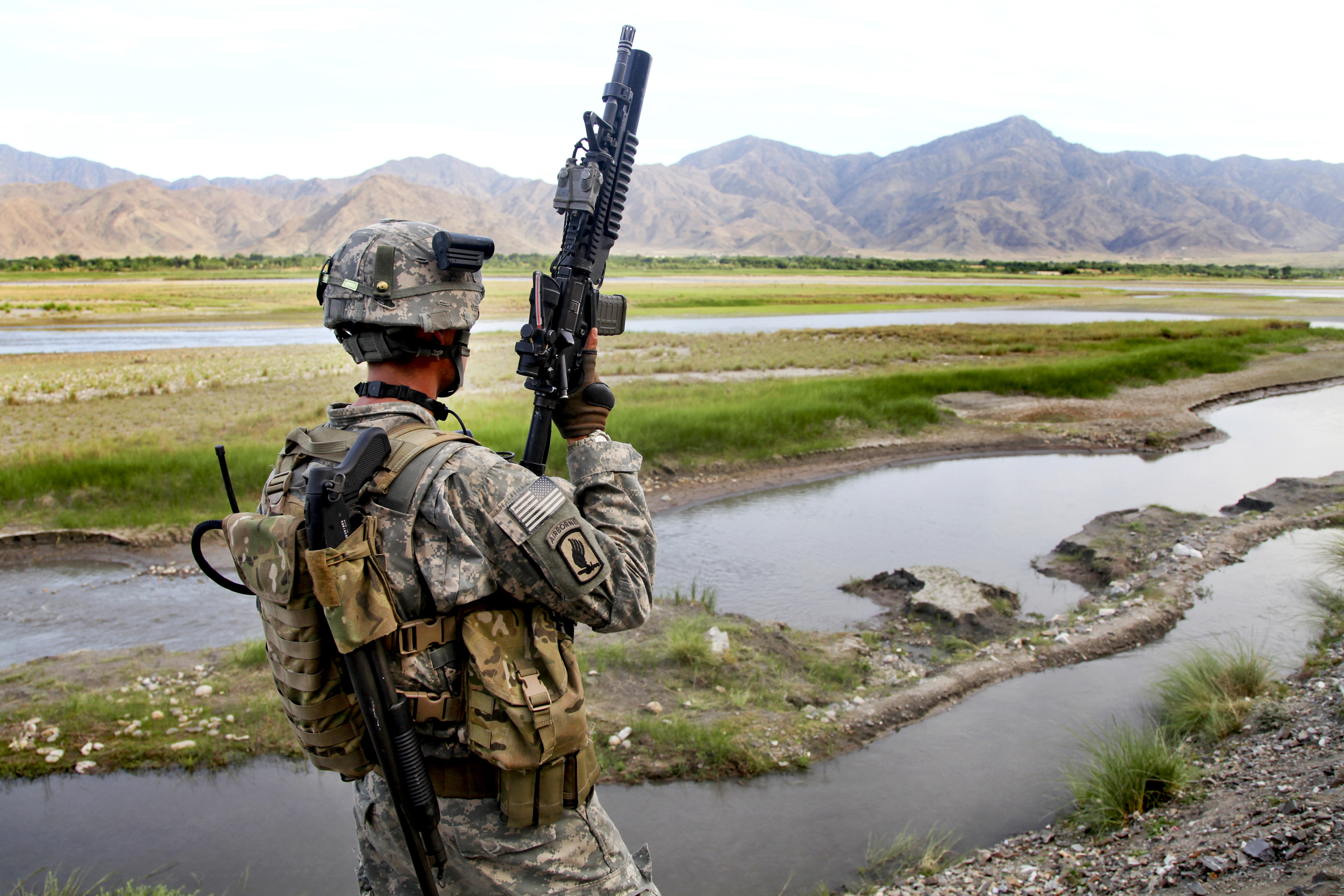
Body cam usata da un soldato statunitense in Afghanistan

In questo campo sono usate per trasmettere o registrare immagini utili e per provare abusi o incidenti. Nel 2013 un soldato dei Royal Marines britannici è stato accusato di aver ucciso un insorto afghano nel 2011 violando la legislazione internazionale.

### Vigili del fuoco

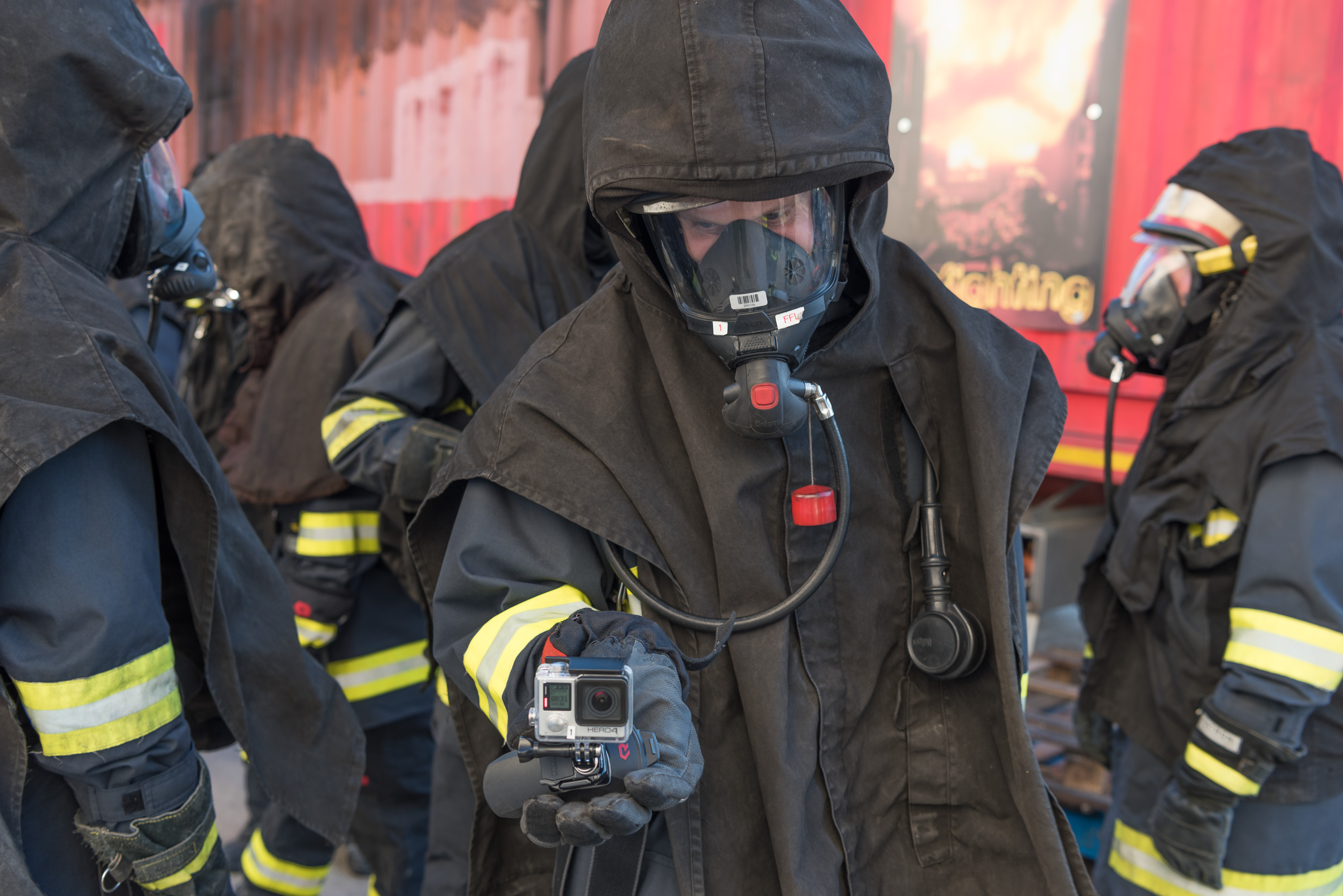
Body cam usata da vigili del fuoco austriaci

I vigili del fuoco le usano come strumento per valutare gli incendi e per scopi di comunicazione e formazione. In questo campo sono spesso termocamere per poter vedere al buio e all'interno di edifici pieni di fumo. La realtà aumentata può essere aggiunta per accentuare i contorni di oggetti e persone.

### Sanità
In questo campo è utilizzata per provare aggressioni ai danni del personale medico e come forma di misurazione oggettiva nella ricerca sanitaria.